# Sabine Ball
Sabine Ball (* 9. September 1925 in Königsberg i. Pr.; † 7. Juli 2009 in Dresden) war eine deutsche Evangelistin und Betreiberin sozialer Projekte.

## Leben

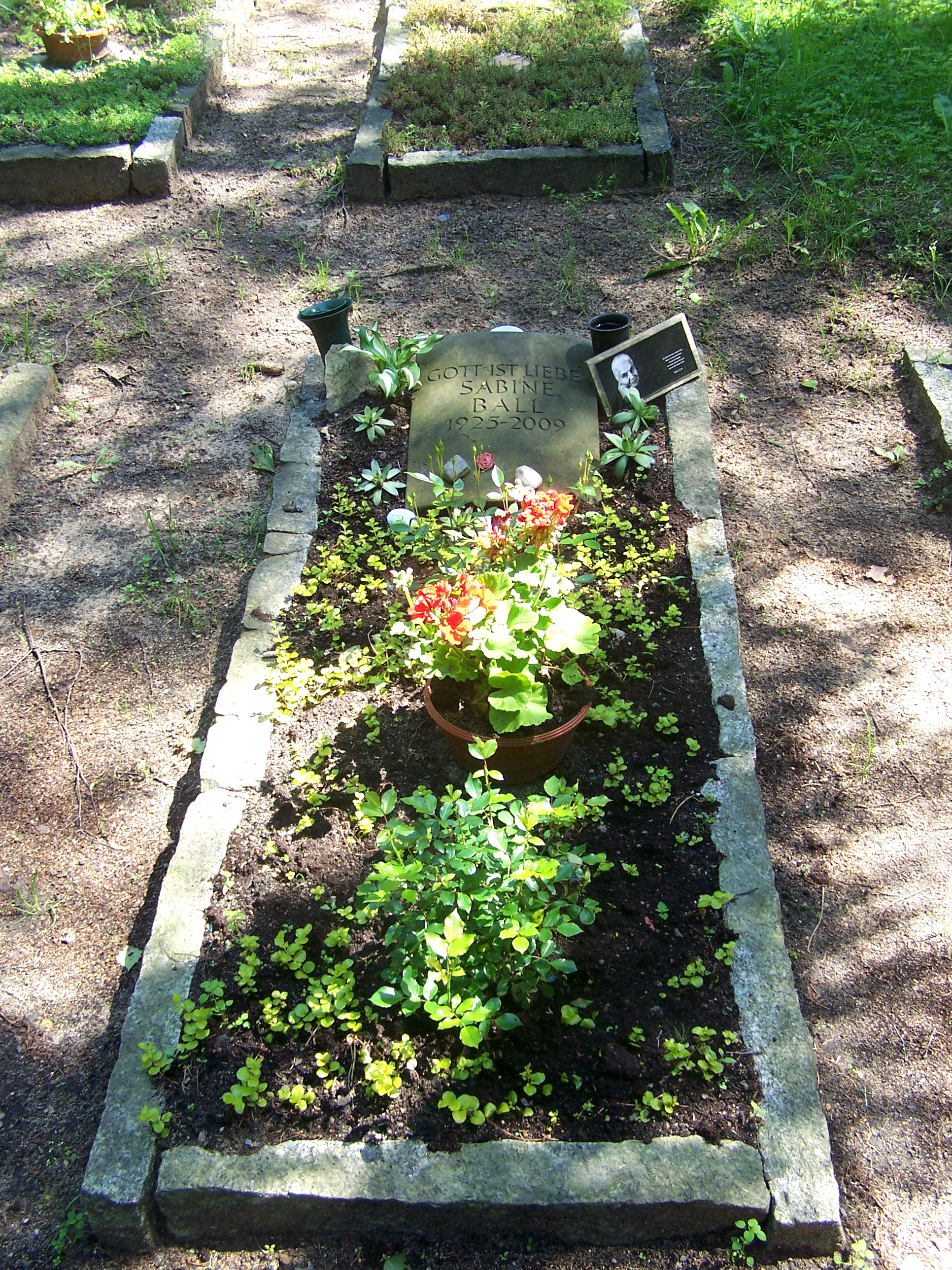
Grab von Sabine Ball auf dem St.-Pauli-Friedhof

Sabine Ball wurde als Sabine Koritke 1925 in Königsberg in Ostpreußen geboren. Im Zweiten Weltkrieg kam sie, nachdem sie bereits als 15-Jährige aus Königsberg gekommen war, nach Dresden und erlebte im Februar 1945 die Bombardierung der Stadt mit. Die Familie zog anschließend nach Düsseldorf, wo ihr Vater Arbeit bei einer Spedition gefunden hatte.
Als 24-Jährige verließ sie Deutschland und ging zu ihrer Tante in die Vereinigten Staaten. Sie fand eine Stelle als Hausmädchen, absolvierte in Abendkursen eine Hotelfachschule und wurde anschließend Managerin des Quarterdeck-Yachtclubs in Miami Beach.
Hier lernte sie Clifford Ball, den Sohn eines Multimillionärs, kennen und heiratete ihn. Als Millionärin lebte sie in Miami, Santa Barbara, Istanbul, Karatschi, San Francisco und New York.
Nach zehn Jahren im Reichtum wurde die Ehe unter anderem wegen der Alkoholprobleme ihres Mannes geschieden und Sabine Ball zog mit ihren beiden Söhnen nach Kalifornien. Hier suchte sie zunächst Anschluss an die Künstlerszene und kaufte 1968 ein Grundstück, das sie The Land nannte und auf dem sie Hippies und Drogenabhängige einlud, mit ihr zu leben. Ihr Ziel war, sie von Drogen wegzubekommen. Sie reiste nach Indien, um den Buddhismus kennenzulernen, kehrte aber bald nach Kalifornien zurück.
Im Zuge der Jesus-Bewegung wurde Sabine Ball 1971 zur gläubigen Christin und benannte ihr Projekt in The Lord’s Land um. Über viele Jahre hinweg war sie dort karitativ für Jugendliche und gleichzeitig evangelistisch unter den jungen Menschen tätig.
Nach der Wende spendete sie ihr restliches Vermögen wohltätigen Zwecken und kehrte nach Deutschland zurück. In einem missionarischen Einsatz in der noch bestehenden DDR beschloss sie, dort zu bleiben. Im Jahr 1992 kam sie nach Dresden-Neustadt. Sie erkannte die Not der Kinder und Jugendlichen in der Wendezeit, die teilweise auf der Straße lebten, und baute 1993 in einem ehemaligen Schnapsladen mit dem stoffwechsel e. V. eine Anlaufstelle für Kinder, Teenager und Jugendliche mit einem Café (dem Café Stoffwechsel), einem Second-Hand-Laden und zwei Häusern für betreutes Wohnen auf.
Am 5. November 2005 übergab Sabine Ball die Leitung des stoffwechsel e. V. nach mehr als zwölf Jahren an den Mitgründer Ralf Knauthe. Der Verein hat 20 hauptamtliche und etwa 60 ehrenamtliche Mitarbeiter und erreicht über verschiedene Treffpunkte, Kreativwerkstätten, einen Schulclub und ein mobiles Kinderprogramm wöchentlich rund 250 bis 280 Kinder und Jugendliche in den Dresdner Stadtteilen Äußere Neustadt, Pieschen, Cotta und Gorbitz. Die Arbeit des stoffwechsel e. V. wurde inzwischen in Dokumentationen unter anderem von ARD und ZDF dargestellt.
Sabine Ball starb am Morgen des 7. Juli 2009 in ihrer Wohnung in Dresden-Neustadt. Sie hatte einen Herzinfarkt erlitten und konnte von den hinzugerufenen Ärzten nicht wiederbelebt werden. Sie wurde auf dem St.-Pauli-Friedhof beigesetzt.

## Ehrungen
Im Jahr 1996 wurde ihr auf Vorschlag des sächsischen Ministerpräsidenten Kurt Biedenkopf das Bundesverdienstkreuz angeboten, das sie aber ablehnte, weil ihrer Meinung nach „allein Gott das Verdienst zukommt“ und die „Kinder und Jugendlichen der Neustadt diese Auszeichnung nicht verstanden hätten“ und sie ihrer Arbeit so hätte schaden können.
Sabine Ball erhielt im Jahr 2000 den Förderpreis der Plansecur-Stiftung Von Herzen zugeneigt, mit der jährlich Menschen für ihr außergewöhnliches soziales Engagement ausgezeichnet werden.
Im Jahr 2003 spendete der ehemalige Bundespräsident Richard von Weizsäcker das Preisgeld des an ihn verliehenen Erich-Kästner-Preises an das Projekt, womit der Aufbau eines neuen Kinder- und Jugendzentrums in Dresden-Pieschen ermöglicht wurde.
2008 wurde Sabine Ball als einer der sechs Botschafter für die bundesweite Plakatkampagne Alter schafft Neues des Bundesministeriums für Familie, Senioren, Frauen und Jugend ausgewählt.
Am 5. Oktober 2011 erhielt die Freie Christliche Schule Darmstadt den Ergänzungsnamen Sabine-Ball-Schule. Die Schüler der Schule führten im Oktober 2012 die Premiere eines Sabine-Ball-Musicals auf. Dies entstand in Zusammenarbeit mit dem Musiker Norbert Binder.
Ein weiteres Musical über ihr Leben hatte am 17. November 2018 in der Lausitzhalle Hoyerswerda Premiere. Autor war wieder Norbert Binder.
Außerdem trägt eine christliche Grundschule in freier Trägerschaft in Berlin-Hellersdorf den Namen Sabine-Ball-Grundschule.

## Sabine-Ball-Stiftung
Zur Weiterführung ihrer Arbeit hat Sabine Ball die Sabine-Ball-Stiftung ins Leben gerufen, deren Ziel die Förderung von sozial benachteiligten Kindern und Jugendlichen ist.

## Zitate
- Sie ist die Mutter Teresa von Dresden. (Herbert Wagner, langjähriger Oberbürgermeister von Dresden)
- Eine außergewöhnliche Frau! Ihre Ausstrahlungskraft, ihr Optimismus und ihr fester Glaube haben mich beeindruckt. Dieser scheinbare Abstieg … ist der Aufstieg aus einer Welt des Scheins in die Welt des Seins. (Christine Weber, ehemalige Staatsministerin für Soziales in der Staatskanzlei Dresden)
- Dem Verein Stoffwechsel in Dresden, der Gründerin Sabine Ball und den vorbildlichen Mitarbeitern gelten meine guten Wünsche. Von Neuem lernen wir von ihnen mit Dankbarkeit, dass Hoffnungslosigkeit keinen Platz im Leben der Kinder und Jugendlichen haben darf. (Richard von Weizsäcker)
- Kriegsflüchtling, Millionärsgattin, Hippie-Farmfrau, Straßenkinder-Oma – der rote Faden ihres abenteuerlichen Lebens ist: Gottes Liebe in einer Seele von Mensch. (Andreas Malessa, SWR Fernsehen)

## Veröffentlichungen
- mit Janice Rogers: All you need is love. Die wilden Jahre der Mutter Teresa von Dresden, Fontis–Brunnen, Basel 2021, ISBN 978-3-03848-207-9.